# Villa Diodati
La Villa Diodati es una mansión ubicada en Cologny, Suiza, cerca del lago de Ginebra. Es famosa por haber sido el lugar de reunión de varios artistas y pensadores europeos, entre ellos Lord Byron, John Polidori, Mary Shelley y Percy Bysshe Shelley, quienes en el verano de 1816 se encontraron en ella. Debido al mal clima de la época se vieron obligados a pasar tres días en la villa, inventado historias para asustarse mutuamente, de las cuales dos de ellas se convirtieron en hitos del género literario de horror gótico: Frankenstein o el moderno Prometeo y El Vampiro.

## Origen
Originalmente se llamaba villa Belle Rive. Fue renombrada después de ser comprada por la familia Diodati, de parentesco lejano con el teólogo y traductor Giovanni Diodati, el primer traductor de la Biblia al italiano.
La casa fue construida a comienzos del siglo XVIII y fue un lugar popular de reunión de artistas y académicos de la época. El hecho más famoso es la reunión del 16 de junio de 1816, de la cual nacieron dos de las obras de terror más famosas de la época.

## El verano de 1816
En mayo de 1816, el poeta George Gordon, también conocido como Lord Byron, llegó al lago de Ginebra escapando de los problemas que lo acosaban en Inglaterra. Venía acompañado de su médico de cabecera, el doctor y escritor John Polidori. Allí coincidió con el poeta Percy Bysshe Shelley, Mary Wollstonecraft Godwin (quien se casaría con Shelley un año después) y Claire Clairmont (medio hermana de Mary y amante de Byron).
Durante su estancia se produjo el fenómeno conocido como año sin verano, resultado de la violenta erupción explosiva del volcán Tambora en Indonesia, que provocó grandes anomalías climáticas en todo el mundo, así como la posición del Sol en el mínimo de Dalton. El inesperado y perseverante mal tiempo reinante, frío, húmedo y lluvioso, confinó a dichas cinco personalidades en la mansión por tres días, en los que Byron propuso una competición para ver quién podría escribir la historia más aterradora. De acuerdo a lo que indica Mary en su libro, había una «lluvia incesante» con «un verano húmedo». Polidori se inspiró en un fragmento de la historia de Byron para escribir El Vampiro, obra progenitora del género de novelas sobre vampiros del romanticismo.

## Influencia cultural
Este evento se convirtió en hito de la historia de la literatura y en un motivo inspirador de nuevas obras literarias y artísticas.
Después de la muerte de Byron, la villa se volvió un lugar de peregrinaje de los devotos de la literatura del romanticismo. El escritor francés Honoré de Balzac, quien se había obsesionado con la villa, citó a través de uno de sus personajes de la novela Albert Savarus: «ahora visitada por todo el mundo, tal como Coppet y Ferney» (los cuales corresponden a las casas de  Madame de Staël y Voltaire, respectivamente).
En 1945, el artista francés Balthus vivió en la propiedad por algún tiempo. El columnista Taki manifestó que cuando visitó la mansión en 1963, ésta pertenecía a la familia del tenista Philippe Washer. Sin embargo, en el New York Times se reportaba que desde el 2001 la villa estaba dividida en apartamentos lujosos.
La villa aparece en la película Gothic y en la novela de Chuck Palahniuk Haunted, cuyo argumento tiene lugar en una versión moderna de la villa Diodati. El encuentro en la villa también se narra en la película de Gonzalo Suárez Remando al viento (1987), con un casi novel Hugh Grant. La novela El verano que nunca llegó, de William Ospina, está igualmente inspirada en ella, al igual que el episodio de 2020 The Haunting of Villa Diodati, de la serie de ciencia ficción Doctor Who. En la antología Diodati, la cuna del monstruo (Adeshoras, 2016) se recogió una serie de obras literarias en prosa y verso escritas en homenaje a la estancia de Byron, los Shelley y demás veraneantes de la villa en 1816.